# Obzornye
Obzornye är en kulle i Antarktis. Den ligger i Östantarktis. Australien gör anspråk på området. Toppen på Obzornye är 377 meter över havet.
Terrängen runt Obzornye är kuperad åt nordost, men åt sydväst är den platt. Terrängen runt Obzornye sluttar brant västerut. Trakten är obefolkad. Det finns inga samhällen i närheten.